# Międzyrzecz
Międzyrzecz (Duits: Meseritz) is een plaats in het Poolse woiwodschap Lebus. De plaats telt 18.310 inwoners.

## Geschiedenis
‘Meserici’ werd in 1005 voor het eerst genoemd als belangrijke plaats op de grens van de invloedssferen van de bisschoppen van Maagdenburg en Gniezno en van de Duitse rooms-koning Hendrik II en de Poolse koning Bolesław I. Naast een burcht en een stedelijke vestiging, werd in 1230 het cisterciënzerklooster Paradys opgericht vanuit Lehnin in Brandenburg. Hoewel de burgerij van Medzyrzecz en de kloosterlingen van Paradys voornamelijk uit Duitsers bestonden bleef het gebied Pools aan de uiterste westgrens van het Poolse koninkrijk. Om haar strategisch belang werd de stad in de oorlogen van de 17de eeuw meermalen verwoest.  
In 1793 werd de stad bij de Tweede Poolse deling Pruisisch en in 1807 bij het napoleontische groothertogdom Warschau gevoegd. In 1815 werd het Pruisisch gezag hersteld en werd de stad bij de provincie Posen (Poznań) gevoegd. In 1918 werd deze provincie aan de nieuw opgerichte staat Polen toegevoegd behalve de Duitstalige grensstreken en ook Meseritz behoorde daartoe: 20% van de bevolking sprak Pools al bleek een Pools verleden nog altijd aanwezig in het derde deel van de bevolking dat katholiek was. Daarnaast bestond een grote Joodse gemeenschap van gemiddeld 15% die afnam tot minder dan 1% door emigratie naar het westen. 
In de nabijgelegen inrichting voor geesteszieken Obrawalde werden door de nationaalsocialisten honderden zieken uit Brandenburg en Pommeren om het leven gebracht. 
In 1945 werden de Duitstalige bewoners verdreven (zie Verdrijving van Duitsers na de Tweede Wereldoorlog) en kwam de stad Międzyrzecz te heten. De Poolstalige minderheid werd toegestaan te blijven. Na 1945 werd een district - Powiats Międzyrzecki - ingericht: Międzyrzecz (Duits: Meseritz) is een stad in het Poolse woiwodschap Lebus, gelegen in de powiat Międzyrzecki. De oppervlakte bedraagt 10,26 km², het inwonertal 18.310 (2017).

## Geboren in Międzyrzecz
- Friedrich von Flatow (1820–1892), Pruisische infanteriegeneraal en directeur van de militaire academie in Berlijn.
- Alfred Boretius (1836–1900), nationaal-liberaal afgevaardigde in de Duitse Rijksdag.
- Sigismund von Dziembowski (1849–1915), gouverneur van de provincie Posen en lid van de senaat (Herrenhaus) in Berlijn.
- Gisbert Kley (1904–2001), president werkgeversverbond en bondsdaglid voor de CSU.
- Peter Berling (1934–2017), filmproducer en auteur, na 1970 in de VS.
- Heinz-Joachim Fischer (1944), rooms-katholiek theoloog en journalist in het Vaticaan
- Kamil Jóźwiak (1998), voetballer